# Jean Jadot (ingénieur)
 (janvier 2022).
Pour les articles homonymes, voir Jadot.
Jean Jadot est un ingénieur, industriel et banquier belge né le 2 août 1862 à On-lez-Jemelle et mort à Bruxelles le 1er mars 1932. Il assuma la fonction de gouverneur de la Société générale de Belgique.

## Biographie
Jean Jadot, né à On en 1862, était le fils aîné d'une famille famennoise. À la mort de son père, en 1885, il était sorti ingénieur de l'Université de Louvain depuis trois années à peine. Dès lors, son existence fut consacrée en priorité à assurer l'avenir de sa famille, c'est-à-dire notamment à permettre à ses frères de faire des études supérieures et de trouver des situations professionnelles. Il y sera activement aidé par ses oncles, Jean et Louis Cousin, ingénieurs spécialisés dans la construction de chemins de fer.  Il épousa Marie Cousin et eut une descendance.
Diplômé ingénieur des Arts et Manufactures du Génie et des Mines par l'Université de Louvain, il commença sa carrière à vingt ans aux Chantiers Cousin (chemin de fer de l'Amblève, ...) (1882-1885) avant de travailler au Bureau d'études de la Société nationale des chemins de fer vicinaux à Liège (1885) puis de devenir ingénieur en chef des Chemins de fer vicinaux de la province de Luxembourg. Après y avoir travaillé pendant plusieurs années, Jadot s'expatria en Égypte en 1894: il avait été engagé par le groupe belge des Chemins de fer économiques qui, en association avec le groupe Empain, avait obtenu la concession des Tramways du Caire.  : "J'ai quitté ma vie calme de fonctionnaire pour me lancer dans une vie aventureuse [...]. Si je veux arriver non à la fortune mais simplement à une honnête aisance à l'abri de tous soucis je dois travailler pendant longtemps encore dans les pays où la Providence m'enverra. Je dois me résigner à vivre encore de 5 à 10 ans à l'étranger". Jadot travailla aussi dans le delta du Nil à la construction des Chemins de fer de la Basse-Égypte, un réseau de transport vicinal.

Le 12 septembre 1898, il épousa sa cousine germaine Maria Cousin. "Je m'étais bien juré de ne pas penser au mariage avant d'avoir accompli la mission que mon regretté père m'avait confiée à son lit de mort [...]. Depuis deux ans, l'avenir de ma famille s'éclaircit grâce à la bonne conduite de mes frères" (ses frères Lambert et Jules terminaient à l'époque leurs études d'ingénieur). La même année, à l'initiative de Jean Cousin, Jean Jadot s'embarqua pour la Chine. Il y travailla pendant huit ans pour le compte de la Société d'Étude de Chemins de Fer en Chine qui avait obtenu du gouvernement chinois la concession d'un chemin de fer entre Pékin et Hankou (en), une ligne ferroviaire à grande portée stratégique et longue de mille deux cents kilomètres. Les actionnaires de cette société étaient la Société générale de Belgique, la banque Paribas et différentes entreprises industrielles belges et françaises : Société de construction des Batignolles, Cockerill, la Métallurgique... 

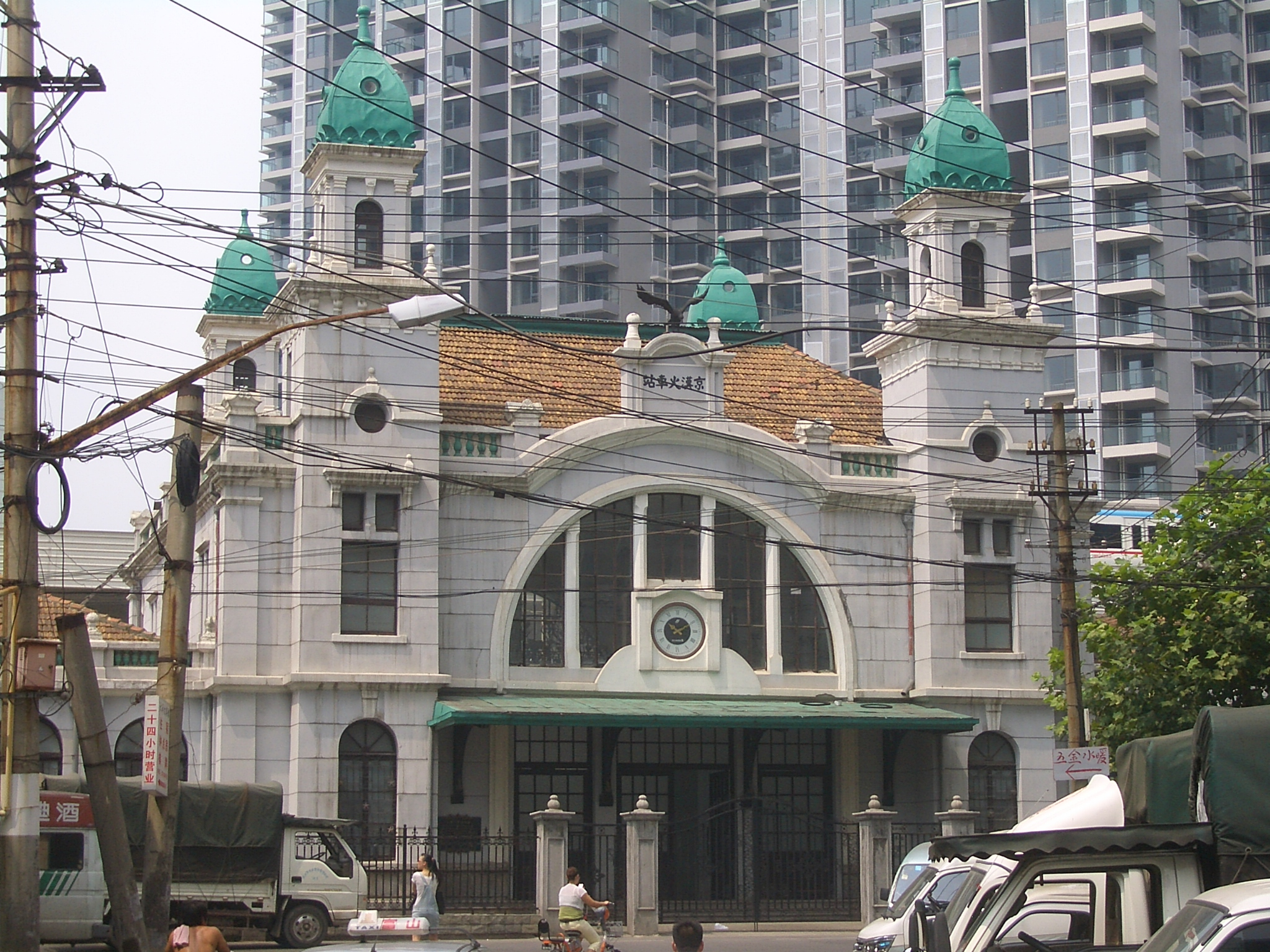
La gare originale de Hankou.

Jadot mit tout son art d'ingénieur et ses talents de meneur d'hommes au service de cette entreprise titanesque. Il y déploya aussi des talents de négociateur avisé. Le succès de l'entreprise (en dépit de la révolte des Boxers en 1900-1901) attira sur Jadot l'attention du Roi Léopold II de Belgique.
Lorsque Jadot rentra en Belgique en 1906, il fut nommé directeur de la Société générale de Belgique. Léopold II le fit appeler pour élaborer la formule qui permettrait de financer le chemin de fer reliant le Katanga au Bas-Congo. Il est possible que Jadot ait aussi travaillé aux statuts de l’Union minière du Haut Katanga et de la Société internationale forestière et minière du Congo qui, avec le Chemin de Fer du Bas-Congo au Katanga, constituèrent les trois "sociétés sœurs" créées en novembre 1906 à l'initiative du Roi pour assurer le décollage industriel de la Colonie. Dès cet instant, Jadot joua un grand rôle dans l’engagement de la Société Générale de Belgique dans l'industrialisation de la Colonie.
À la tête du département de l'industrie de la Société Générale, Jadot s'occupa activement des charbonnages et usines sidérurgiques que la banque patronnait en Belgique mais aussi des sociétés coloniales dites de 1906. En 1911, les usines de Lubumbashi se mirent à produire du cuivre.
En 1913, Jadot succéda à Ferdinand Baeyens comme gouverneur de la Société générale de Belgique. Et c'est en tant que tel qu'il assuma de très lourdes responsabilités pendant la Première Guerre mondiale, défendant une politique de moindre mal qui préfigura celle adoptée par Alexandre Galopin, gouverneur de la Société Générale de Belgique pendant le second conflit mondial. Pendant qu'Émile Francqui, son collègue au conseil de direction de la Société Générale, s'occupait essentiellement de la question du ravitaillement du pays, Jadot joua un rôle crucial dans la levée des contributions de guerre imposées par l'occupant, dans l'émission de billets de banque par la Société Générale de Belgique en remplacement de la Banque nationale de Belgique, dans le maintien en activité des entreprises du groupe, etc.
Au lendemain de la guerre, Jean Jadot orienta les choix stratégiques de la Société Générale dans le sens de la modernisation et de la concentration industrielle. Il recentra les investissements du groupe vers la Belgique et vers la Colonie (après la Première Guerre mondiale, les capitaux circulaient moins librement qu'auparavant). Sa stratégie fut aussi caractérisée par une diversification accrue des champs d'activité de la Société Générale et par la recherche systématique d'alliances avec d'autres groupes. Dans chaque domaine industriel - transport maritime, acier, produits chimiques, textile, papier, ciment, électricité, métaux non ferreux - la Générale s'efforça de créer une société faîtière destinée à absorber progressivement toutes les entreprises exerçant des activités similaires ou complémentaires. Jadot était en effet préoccupé de la structure beaucoup plus centralisée de l'industrie allemande et voulait créer en Belgique des entreprises d'une taille critique qui soient en mesure de soutenir cette concurrence. On lui doit notamment un projet (avorté) de trust métallurgique qui préfigurait la rationalisation du secteur de la sidérurgie, soixante ans avant sa réalisation effective.
Jean Jadot ne perdit jamais de vue le développement de la colonie. Il s'y rendit une seule fois, en 1928, lors de l'inauguration du chemin de fer du Bas-Congo au Katanga par le roi Albert Ier de Belgique. Réalisée en cinq ans, cette ligne reliait Bukama (port sur le Lualaba) avec Port Francqui (alias Ilebo), sur le fleuve Kasaï. En 1931, en guise de reconnaissance pour son soutien indéfectible à l'essor de la colonie en général et du Katanga minier en particulier, l'agglomération de Likasi-Panda, un des deux principaux centres industriels du Congo, fut rebaptisée Jadotville. 
Il avait été nommé Docteur Honoris Causa de l'Université catholique de Louvain et de l'Université Libre de Bruxelles.
Sa famille habite toujours à La Hulpe à la limite de la forêt de Soignes.
Jean Jadot s'éteignit en 1932 et Émile Francqui lui succéda comme gouverneur de la Société Générale de Belgique.

## Décorations
- Grand officier de l'ordre de Léopold,
- Grand officier de l'ordre de l'Etoile africaine,
- Grand-Croix de l'ordre de la Couronne,
- Grand-Croix de l'ordre royal du Lion,
- Grand officier de l'ordre de la Légion d'honneur,
- Grand cordon de l'ordre du Double Dragon de Chine,
- Grand cordon de première classe de l'ordre de l'Ẻpi étincelant,
- Grand-croix de l'ordre d'Isabelle la Catholique, etc.